# Texas Township (Missouri)
Pour les articles homonymes, voir Texas Township.
Texas Township est un ancien township du comté de Dent dans le Missouri, aux États-Unis,.
Le township est fondé en 1866 et baptisé en référence au comté voisin de Texas.

## Source de la traduction
- (en) Cet article est partiellement ou en totalité issu de l’article de Wikipédia en anglais intitulé « Texas Township, DeKalb County, Missouri » (voir la liste des auteurs).